# Shavkat Salomov
Shavkat Salomov (ros. Шавкат Расулович Саломов, Szawkat Rasułowicz Sałomow; ur. 13 listopada 1985 w Taszkencie) – uzbecki piłkarz występujący na pozycji pomocnika w drużynie FK Olmaliq.

## Kariera piłkarska
Shavkat Salomov jest wychowankiem klubu FK Buchara. W 2007 przeszedł do zespołu Bunyodkor Taszkent, który wtedy znany był jako Quruvchi Taszkent. W swym pierwszym sezonie w barwach tej ekipy wywalczył wicemistrzostwo kraju, ustępując w tabeli drużynie Paxtakor Taszkent. Jednak w kolejnych trzech latach jego klub nie miał sobie równych i trzykrotnie zwyciężył w rozgrywkach ligi uzbeckiej. W 2011 Salomov podpisał kontrakt z zespołem Nasaf Karszy. W 2014 przeniósł się do Kazachstanu, gdzie bronił barw Szachtiora Karaganda. W 2015 powrócił do ojczyzny i potem zasilił skład FK Olmaliq.
Shavkat Salomov w 2007 zadebiutował w reprezentacji Uzbekistanu. Z zespołem narodowym brał udział w eliminacjach do Mundialu w RPA. W 2011 został powołany na Puchar Azji. Uzbecy zajęli 1. miejsce w swojej grupie i awansowali do dalszej fazy.

### Sukcesy

#### Quruvchi/Bunyodkor Taszkent
- Zwycięstwo
  - Oʻzbekiston Oliy Ligasi: 2008, 2009, 2010
- Drugie miejsce
  - Oʻzbekiston Oliy Ligasi: 2007